# Dasyphyllum varians
Dasyphyllum varians là một loài thực vật có hoa trong họ Cúc. Loài này được (Gardner) Cabrera mô tả khoa học đầu tiên năm 1997.